# Římskokatolická farnost Smržovka
Římskokatolická farnost Smržovka (lat. Morchensterna) je církevní správní jednotka sdružující římské katolíky na území města Smržovka a v jeho okolí. Organizačně spadá do libereckého vikariátu, který je jedním z 10 vikariátů litoměřické diecéze. Centrem farnosti je kostel svatého Michaela archanděla ve Smržovce.

## Historie farnosti
Matriky jsou v místě vedeny od roku 1689. Farnost byla kanonicky zřízena od roku 1732.

### Duchovní správcové vedoucí farnost
Začátek působnosti jmenovaného v duchovní správě farnosti od roku:
- 1732   P. Kubíček SJ
- 1736   Ferdinandus Knobloch
- 1736   par. vacat, admin. Laurentius Wahre
- 1740   Gabriel Andreas Věchet
- 1773   Franc. Jos. Artz
- 1792   Franc. Alois. Swoboda, n. 29. 8. 1750 Turnau, o. x. x. 1775, † 3. 7. 1827
- 1827   Ioann. Negedly, n. 7. 11. 1776 Neobolesl., o. 8. 9. 1801, † 21. 5. 1839
- 1840   August. Neumann, n. 15. 6. 1779 Polaunens., o. 30. 8. 1803
- 1864   Ignat. Knobloch, n. 1. 8. 1819 Neudorf, o. 25. 7. 1843, † 10. 2. 1879
- 1879   Jos. Riedel, n. 5. 9. 1828 Reichenberg, o. 25. 7. 1852, † 9. 5. 1892
- 1891   Jos. Hübner, n. 7. 6. 1842 Maffersdorf., o. 15. 7. 1868, † 4. 2. 1899
- 1900   par. vacat, admin. interc. Leonard. Weber
- 1902   Leonard. Weber, n. 6. 7. 1871 Brandau, o. 5. 7. 1896, † 14. 4. 1945
- 1915   par. vacat, admin. interc. Peregr. Hanreich
- 1916   Rob. Schöler, n. 28. 4. 1882 Wiesenthal, o. 28. 10. 1905, † 5. 7. 1945
- 1. 9   1943 par. vacat, admin. Joann. Wendler
- 1. 4.  1944 Joann. Wendler, n. 17. 8. 1914 Rumburg, o. 29. 6. 1938, † 2. 12. 1996
- 1. 11. 1947 Josef Němeček
- 15. 10. 1948 Adolph. Jos.  Pflaume
- 1. 5.  1950  Eduard Oliva
- 1. 1.  1951  Klement Ruisl
- 22. 11. 1952 Bohumír Obruča
- 19. 10. 1959 František Šemík
- 27. 8. 1962 Jaroslav Červinka
- 1. 5.  1969 František Jedlička SJ
- 1. 10. 1985 Peter Kothaj
- 1. 7.  1999 Michael Podzimek
- 2. 7.  2009 Pavel Ajchler, admin. exc. z Tanvaldu[3]

Kromě kněží stojících v čele farnosti, působili ve farnosti v průběhu její historie i jiní kněží. Většinou pracovali jako farní vikáři, kaplani, katecheté, výpomocní duchovní aj.

## Území farnosti
Do farnosti náleží území obce:
- Dolní Černá Studnice (Unter Schwarzbrunn[p 2])
- Horní Černá Studnice (Ober Schwarzbrunn[p 2])
- Jiřetín pod Bukovou (Georgenthal[p 2])
- Smržovka (Morchenstern[p 2])
- Střední Smržovka (Mittel Morchenstern[2][p 2])

## Římskokatolické sakrální stavby na území farnosti
| | Fotografie | Stavba                                | Místo              | Bohoslužby                      | Zeměpisné souřadnice             | Status          | Číslo kulturní památky          |
| Kostely | Kostely    | Kostely                               | Kostely            | Kostely                         | Kostely                          | Kostely         | Kostely                         |
| --- | ---------- | ------------------------------------- | ------------------ | ------------------------------- | -------------------------------- | --------------- | ------------------------------- |
| 1. |            | Kostel svatého Michaela archanděla    | Smržovka           | bližší informace o bohoslužbách | 50°43′48″ s. š., 15°14′27″ v. d. | farní kostel    | 29153/5-103 (Pk•MIS•Sez•Obr•WD) |
| 2. |            | Kostel Panny Marie Pomocnice křesťanů | Nová Ves nad Nisou | bližší informace o bohoslužbách | 50°43′20″ s. š., 15°12′46″ v. d. | filiální kostel | —                               |
| Některé drobné sakrální stavby a pamětihodnosti lze dohledat zde v databázi Drobné sakrální památky Zaniklé sakrální stavby lze dohledat zde v databázi Poškozené a zničené kostely, kaple a synagogy v České republice |            |                                       |                    |                                 |                                  |                 |                                 |

Ve farnosti se mohou nacházet i další drobné sakrální stavby, místa římskokatolického kultu a pamětihodnosti, které neobsahuje tato tabulka.

## Příslušnost k farnímu obvodu
Z důvodu efektivity duchovní správy byl vytvořen farní obvod (kolatura) farnosti Tanvald, jehož součástí je i farnost Smržovka, která je tak spravována excurrendo. Přehled těchto kolatur je v tabulce farních obvodů libereckého vikariátu.